# Albert Pintat
Albert Pintat Santolària, andorski ekonomist in politik, * 23. junij 1943, Sant Julià de Lòria, Andora.
Pintat je bil minister za zunanje zadeve Andore (1997–2001) in je bil predsednik vlade Andore od 30. maja 2005 do 5. junija 2009.